# James Reilly (homme politique, 1955)
James Reilly, né le 16 août 1955 à Lusk, est un homme politique irlandais, membre et chef adjoint du Fine Gael (FG) de 2010 à 2017. Il est ministre de l'Enfance et de la Jeunesse d'Irlande entre le 11 juillet 2014 et le 6 mai 2016.